# Purple Hearts
Purple Hearts ist ein US-amerikanischer Liebesfilm aus dem Jahr 2022 von Elizabeth Allen Rosenbaum. Die Hauptrollen haben Sofia Carson und Nicholas Galitzine inne. Der Film basiert auf dem gleichnamigen Roman von Tess Wakefield und handelt von einer aufstrebenden Musikerin, die mit einem Marinesoldaten eine Zweckehe eingeht.
Der Film erschien am 29. Juli 2022 weltweit auf dem Video-on-Demand-Portal Netflix.

## Handlung
Die talentierte, aber erfolglose Sängerin Cassie Salazar leidet an Diabetes und kann sich die hohen Arztrechnungen sowie das für sie lebenswichtige Insulin nicht mehr leisten. In der Bar im kalifornischen Oceanside, in der Cassie arbeitet, trifft sie auf den Marine Luke Morrow, der kurz vor seinem ersten Kriegseinsatz steht. Sie geraten in Streit wegen des frauenfeindlichen Verhaltens einiger Marines und der feministischen und pazifistischen Grundeinstellung von Cassie.
Doch auch Luke hat aufgrund seiner überwundenen Drogensucht Geldsorgen. Als Verheirateter würde er während seines Auslandseinsatzes sogenanntes „Trennungsgeld“ bekommen, womit er die Schulden bei seinem ehemaligen Dealer, Johnno, begleichen könnte, was Luke Cassie aber verheimlicht.
Die beiden beschließen spontan zu heiraten, womit beide ihre Geldsorgen lösen können. Da das aber als illegale Scheinehe gilt, müssen sie nach außen so tun, als sei es eine echte Liebesheirat gewesen und als seien sie ein wirkliches Paar.
Cassie und Luke fingieren Fotos und E-Mails, damit die Beziehung vor den Augen des Militärs glaubwürdig erscheint. Alles läuft zunächst nach Plan, bis Cassie die Nachricht erhält, dass Luke im Kampf schwer an den Beinen verletzt worden ist und vorzeitig nach Hause kommt. Fortan müssen die beiden wie ein richtiges Ehepaar miteinander leben, damit der Betrug nicht auffliegt. Aufgrund der vorzeitigen Rückkehr bekommt Luke nun kein „Trennungsgeld“ mehr, und sein ehemaliger Dealer bedroht aufgrund der ausbleibenden Zahlungen nun nicht nur Lukes, sondern auch Cassies Familie, damit Luke endlich zahlt.
Mit der Zeit entwickeln beide aber Gefühle füreinander. Doch das Paar wird von Johnno denunziert und Luke kommt vor ein Militärtribunal, wo er während der Verhandlung alle Schuld auf sich nimmt, damit Cassie nicht belangt wird. Als Luke seine Haftstrafe antreten muss, gesteht Cassie ihm ihre Liebe und verspricht, auf ihn zu warten, bis er seine Strafe abgesessen hat.
Im Abspann ist zu sehen, wie die beiden als Paar gemeinsam mit ihrem Hund glücklich zusammen sind.

## Hintergrund
Im November 2020 wurde die Verfilmung des Romanes Purple Hearts von Tess Wakefield durch Alloy Entertainment angekündigt. Die Hauptrollen wurden mit Sofia Carson und Charles Melton besetzt. Carson fungierte auch als Songwriterin und Sängerin beim Soundtrack des Filmes. Im August 2021 erwarb Netflix die Rechte an dem Film. Im selben Zug wurde bekannt, dass Nicholas Galitzine Melton als Hauptdarsteller ablöst. Weitere Rollen gingen im September 2021 an Chosen Jacobs, John Harlan Kim, Anthony Ippolito und Linden Ashby. Justin Tranter wurde für die Produktion der Originalsongs verpflichtet.
Die Dreharbeiten fanden zwischen August und Oktober 2021 in Los Angeles County, San Diego County, Riverside und Austin, Texas, statt. Die Szenen auf der Militärbasis entstanden im Camp Pendleton, dem Stützpunkt der US Marines nördlich von San Diego, Kalifornien. Zwei Musikszenen mit Live-Publikum entstanden im Oktober 2021 unter anderem im Rockclub Whisky a Go Go und auf der Freilichtbühne Hollywood Bowl.
Ein erster Sneak Peek wurde am 21. Juni 2022 veröffentlicht, während der Trailer am 12. Juli 2022 erschien.

## Synchronisation
Die deutschsprachige Synchronisation entstand unter der Dialogregie sowie nach dem Dialogbuch von Tina Bartel durch die Synchronfirma RRP Media UG, in Berlin.
| Rolle             | Darsteller         | Synchronsprecher     |
| ----------------- | ------------------ | -------------------- |
| Cassie Salazar    | Sofia Carson       | Lina Rabea Mohr      |
| Luke Morrow       | Nicholas Galitzine | Amadeus Strobl       |
| Frankie           | Chosen Jacobs      | Jonas Frenz          |
| Marisol Salazar   | Loren Escandon     | Cecilia Pillado      |
| Nora              | Kat Cunning        | Jenny Maria Meyer    |
| Jacob Morrow, Sr. | Linden Ashby       | Hanns Krumpholz      |
| Jacob Morrow Jr.  | Scott Deckert      | Martin Gleitze       |
| Hailey            | Sarah Rich         | Jennifer Bischof     |
| Johnno            | Anthony Ippolito   | Asad Schwarz         |
| Armando           | Nicholas Duvernay  | Adam Nümm            |
| Riley             | Breana Raquel      | Anna Amalie Blomeyer |

## Soundtrack
Der erste Song des Soundtracks Come Back Home erschien am 12. Juli 2022. Das dazugehörige Musikvideo feierte am 5. August 2022 seine Premiere.
Der offizielle Soundtrack erschien am 29. Juli 2022 und beinhaltete folgende Songs:
1. Come Back Home – Sofia Carson
2. I Hate the Way – Sofia Carson
3. Blue Side of the Sky – Sofia Carson
4. I Didn’t Know – Sofia Carson
5. Feel It Still – Sofia Carson
6. Sweet Caroline – Sofia Carson
7. I Hate the Way (Stripped) – Sofia Carson
8. Come Back Home (Stripped) – Sofia Carson

## Rezeption
Auf dem Rezensionsaggregator Rotten Tomatoes hat der Film eine Zustimmungsrate von 40 % basierend auf 15 Rezensionen mit einer durchschnittlichen Bewertung von 7,6/10.  Auf Metacritic hat es eine Punktzahl von 30 von 100 basierend auf 6 Kritiken, was auf „gemischte oder durchschnittliche Bewertungen“ hinweist.
Am Startwochenende wurde der Film über 48,2 Millionen Stunden auf Netflix gesehen. In der zweiten Woche nach der Veröffentlichung war Purple Hearts mit 102,59 Millionen Stunden der erfolgreichste Netflix-Film der Woche. In der darauffolgende Woche wurde der Film über 46,3 Millionen Stunden geschaut. Im Dezember 2023 hatte er eine Milliarden Stunden erreicht: